# NHKニュースおはよう青森
NHKニュースおはよう青森（エヌエイチケイニュースおはようあおもり）は、2000年4月3日からNHK青森放送局で平日朝に放送される『NHKニュースおはよう日本』のローカルニュース番組である。なお、EPG上のタイトルは、「おはよう青森」である。

## 放送時間
- 平日7時45分 - 8時00分（2008年3月31日から[3]）
  - 2008年3月28日までは7時30分から7時45分までの放送だった。
  - なお、国政選挙投票日翌日や重大な災害・気象状況発生時などは、放送時間の変更が実施される。
  - 但し、2011年3月11日に発生した東日本大震災では、3月14日から5月21日まで『おはよう青森』としてのタイトル表記はなかったが、青森県内の朝のニュースは時間短縮の上で｢ニュース・気象情報｣として放送（前半は県内ニュース、後半はお天気カメラリレー、仙台から天気という流れ）。なお、同局のローカルニュース番組（おはよう青森）としては、震災後最後の再開。
  - 祝日は休止し、7:25 - 7:30に「東北地方のニュース・気象情報」を放送。

## タイムテーブル
- 7:45 - 7:50.30 オープニング・青森県内のニュース・天気
  - 大相撲期間中は青森県出身力士の結果も放送する。
- 7:50.30 - 7:54.45 東北地方の話題・検証・中継など（仙台局の「おはよう宮城」を同時ネット）
- 7:54.45 - 7:58 東北地方の気象情報（同上）
- 7:58 - 8:00 青森県内の気象情報とあっぷるワイドの予告
  - なお、2008年6月16日月曜日から6月27日金曜日の期間は、「岩手・宮城内陸地震関連報道」に伴い、「東北地方の話題・検証」は、仙台局スタジオからのニュース「おはよう宮城」に切り替えられた（仙台からのアナウンサーの氏名紹介は最初はなかったが、後に表示された。）。また、2008年7月24日未明（7月23日深夜）に発生した「岩手県沿岸北部地震」でも、同様の対応を採った。
- 2018年3月までは、6:55からの青森県内のニュース[4]もあったが、こちらはタイトル表記なし（祝日の7:55 - 8:00[5]、日曜日の7:40 - 7:45のニュースも同じ）。

## 出演者
- 主に早勤のアナウンサーが担当。
  - なお、夕方の｢あっぷるワイド｣担当アナウンサーは、当番組の担当を外れる。逆に｢あっぷるワイド｣の担当を外れたアナウンサーは、当番組も担当する。
  - 2009年4月20日月曜日の青森市長選挙翌日は、仙台局から金子哲也アナウンサーが出向し担当した。
  - 2009年7月以降は、仙台局から相馬宏男アナウンサーがほぼ隔週で出向し担当。相馬アナウンサーは同時期に仙台放送局のおはよう宮城も担当している。
  - 2009年に仙台局へ異動した肥土貴美男アナウンサー[6]もその後、何度か青森に出向し、番組を担当している。
  - また、それ以外でも、青森県内で行われた選挙の開票速報放送時や夏の高校野球青森県大会の中継などで、青森局アナウンサーの都合がつかない場合などには、仙台局などからアナウンサーが出向していたが、現在は青森局女性キャスターで対応するため、他局からの出向は無くなった。

## その他
- 7時50分30秒から放送される話題・検証が青森局担当の場合、8時台の｢おはよう日本｣（2009年度まで）や夕方の｢あっぷるワイド｣でも放送される場合がある。
- 2010年3月29日から｢おはよう日本｣が8時まで短縮されたのに伴い、当番組のエンディングで｢おはよう青森 終（改行）製作･著作NHK｣と製作クレジットが表示されるようになった。担当アナウンサー・キャスターによっては「今日も一日お元気で!」[7]と発言する場合もあった。
- 2018年4月2日から、エンディングのBGMに「おはよう日本・関東甲信越」で流れるのと同じものが流れる。
- 2018年度から8月中旬の旧盆期間は、本番組を休止し、仙台から「おはよう東北」として放送する[8]。ただし、2018年8月16日は、前日から降った大雨に関する情報を放送したため、7:45 - 7:50まで「おはよう青森」として放送し、「おはよう東北」は7:50から飛び乗りで放送した。また、2021年7月28日は、「台風8号関連ニュース」と「北海道・北東北の縄文遺跡群の世界文化遺産正式登録決定のニュース」のため、全編「おはよう青森」として放送した。